# Secusio sansibarensis
Secusio sansibarensis är en fjärilsart som beskrevs av Embrik Strand 1909. Secusio sansibarensis ingår i släktet Secusio och familjen björnspinnare. Inga underarter finns listade.